# Товарищество мануфактур Викулы Морозова с сыновьями в местечке Никольском
«Товарищество мануфактур Викулы Морозова с сыновьями в местечке Никольском» (ранее Сухоборские мануфактуры, Никольские мануфактуры) — предприятия, основанные Елисеем Саввичем Морозовым в местечке Никольское (ныне город Орехово-Зуево Московской области) в XIX веке и активно развивавшиеся при его сыне Викуле Елисеевиче Морозове. Официально «Товарищество мануфактур Викулы Морозова с сыновьями в местечке Никольском» стало действовать с 1 января 1883 года. В 1900 году Товарищество мануфактур получило Гран-при на Всемирной выставке в Париже. Перед национализацией и объединением с предприятиями Саввы Тимофеевича Морозова, в 1918 году Товариществу мануфактур Викулы Морозова принадлежало несколько фабрик: ткацкая, отбельная, бумагопрядильная, отделочная, красильная, набивная, 33 дома для служащих и 15 казарм для рабочих фабрики. Работал родильный приют, больница, харчевая лавка, хлебопекарня, мельница, аптека и многое другое.

## История

### При Елисее Саввиче Морозове

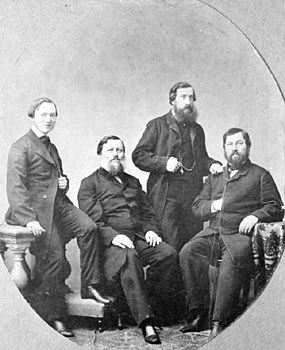
Слева направо: Абрам Абрамович (слева), Тимофей Саввич (сидит в центре), Иван Захарович и Викула Елисеевич Морозовы. Начало 1860-х.

В 1830-х годах Елисей Саввич Морозов решил отделиться от своего отца Саввы Васильевича Морозова и попросил выделить ему землю на пустоши Плессы для строительства собственного предприятия. 22 апреля 1838 года Елисей Морозов подал прошение Владимирскому Губернатору — он хотел получить разрешение на строительство мануфактурных заведений для производства бумажных и шёлковых изделий на той части пустоши, которая ему принадлежала. 31 октября 1838 года Елисей Саввич Морозов получил ответ Покровского Земельного исправника. Ему сообщили, что вреда от предприятия для окружающей среды быть не должно, поэтому можно начинать строительство. Так, бумажная и полотняноткацкая фабрики были построены на его собственной земле, площадь которой составила 40 десятин. Сейчас на этом месте в городе Орехово-Зуево Московской области расположен комплекс «Самомазка». Вначале, фабрика выполняла функции красильно-отбельного заведения и раздаточной конторы. В раздаточной конторе пряжа распределялась между «мастерками», работающими на дому. После того, как они выполняли свою часть работы над полотном, его передавали на фабрику для дальнейших манипуляций.
Вначале деятельность предприятия развивалась медленными темпами из-за того, что владелец фабрик уделял недостаточно внимания управлению ими, предпочитая изучать религиозные вопросы. Часто с рабочими делами ему помогала его супруга, Евдокия Демидьевна.
По состоянию на 1841 год на вольной бумажной фабрике 2-й гильдии купца Елисея Морозова было 850 ткацких станков на которых работало 850 домашних ткачей. Они вырабатывали нанку, холстинку, сарпинку, миткаль и другие простые бумажные ткани на сумму 100 тысяч рублей в год. При мануфактуре было красильное отделение — там работало 16 человек. Эти рабочие занимались покраской и отделкой ткани для продажи. Елисей Саввич набирал служащих и фабричных рабочих преимущественно из числа старообрядцев.
Вольная бумажная фабрика постепенно разрасталась. Предприятие занимало 7 каменных корпусов с деревянными пристройками. В этих корпусах работали машины, которые приводились в движение конными приводами и руками. Среди этого оборудования были 3 галандровые машины, 2 сушильных паровых аппарата для плисов, 15 красильных котлов и 2 паровых котла. Также было 2 насоса для того, чтобы обеспечивать фабрику водой. На фабрике отсутствовали ткацкие станы. Вместо них использовался труд крестьян в селениях Богородского и Серпуховского уездов Московской губернии и Покровского уезда Владимирской губернии. В 1852 году так работало полторы тысячи человек. В том же году на фабрике было выработано 2000 штук нанки широкой, цена за 1 штуку составляла 6 рублей, нанки узкой 7000 штук, цена за 1 штуку — 4 рубля, 8000 штук трико бумажного, цена за штуку 7 рублей, 3000 штук холстинки, цена за 1 штуку — 5 рублей. 2000 штук сарпинки, цена за 1 штуку — 5 рублей, 300 штук деми-шали, цена за 1 штуку — 11 рублей, 300 штук материи мебельной, цена за 1 штуку — 6 рублей, 500 штук тику бумажного, цена за 1 штуку 9 рублей, 15000 штук миткалей разного сорта, цена за штуку 4 рубля, 5000 штук кисеи, цена за 1 штуку 1,50 рублей, 5000 плису разного сорта, цена за 1 штуку 15 рублей.
На производство закупали бумажную пряжу в количестве 10000 пудов за 170 000 рублей в год и машинную льняную пряжу фабрики Хлудова более 1000 пудов за 18000 рублей серебром.
За 1852 год 3150 работников фабрики заработали 90 000 рублей. А в следующем, 1853 году, их заработок превысил 100 000 рублей. Владелец фабрики также обеспечивал своих работников пищей.

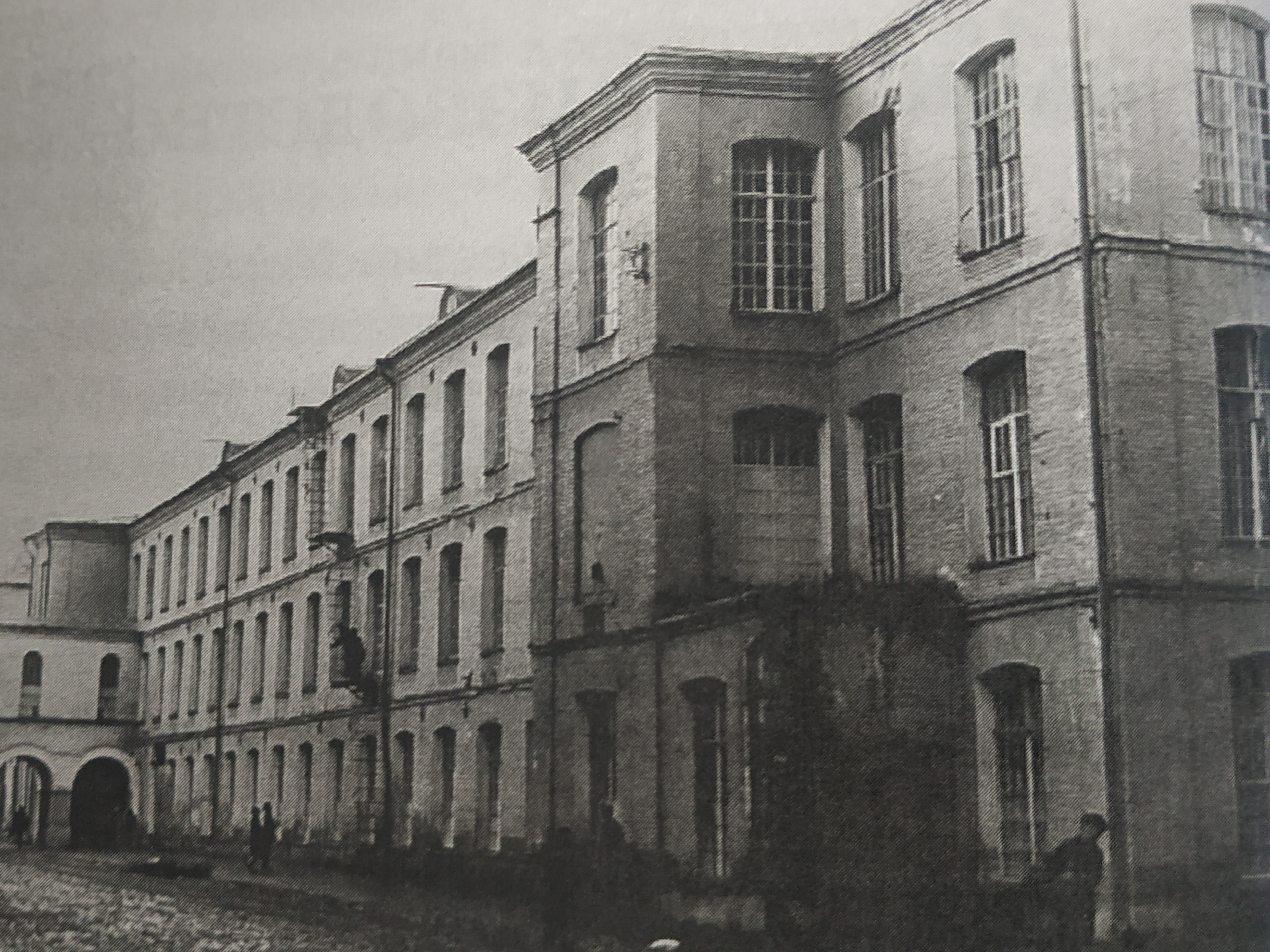
Самоткацкая фабрика Викулы Морозова

Для обеспечения работы машин и отопления требовалось свыше 1000 саженей дров стоимостью 3000 рублей серебром в год.
В 1853 году полотняные и пеньковые изделия, изготовленные на фабрике Елисея Морозова, получили одобрительные отзывы на выставке в Москве.
Т. С. Морозов позаимствовал технологию изготовления полосатого камлота — шерстяной или полушерстяной ткани темного цвета — когда увидел производство на фабрике Е. С. Морозова.
Елисей Саввич Морозов сыграл заметную роль в жизни Ивана Кондратьевича Полякова, который прошел путь от простого крестьянина, устроившегося работать сторожем на фабрике Морозова, и впоследствии стал там управляющим.
В 1867 году на Всемирной выставке в Париже по классу хлопчатобумажных изделий Елисею Морозову вручили серебряную медаль с гравировкой его имени на французском языке, также ему была вручена бронзовая медаль за набивные хлопчатобумажные изделия. Елисей Саввич умер в 1868 году.

### При Викуле Елисеевиче Морозове

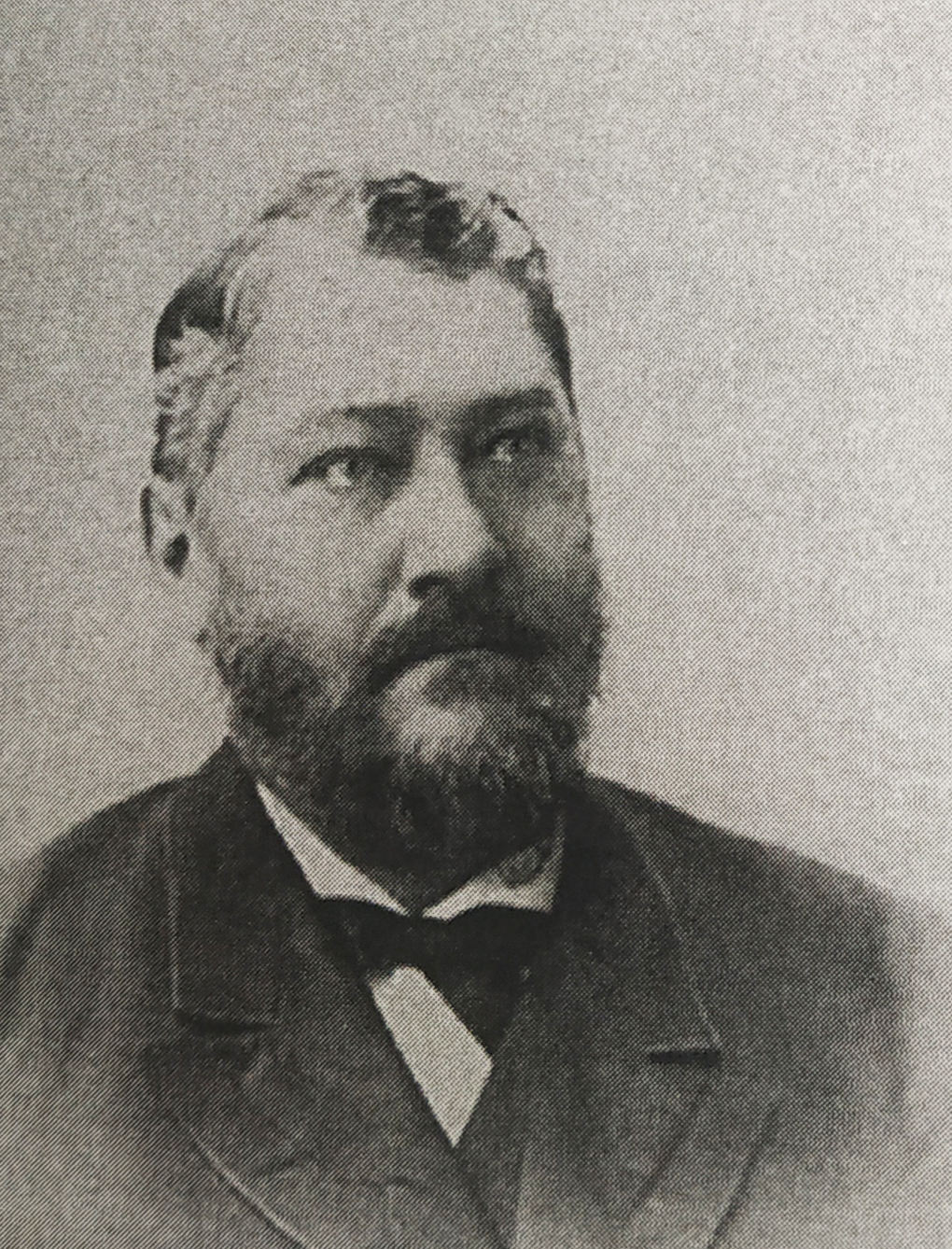
Викула Елисеевич Морозов

В 1859 году сын Елисея Саввича, Викула Елисеевич Морозов занялся строительством «механическо-ткацкого заведения с паровыми двигателями, получаемыми из-за границы». Это здание располагалось в местечке Никольском, по соседству со строениями С. В. Морозова. Здание сохранилось до нашего времени и расположено на улице Ленина. На территории самоткацкой фабрики был построен корпус плисокрасильного заведения. В 1865 году Викула Морозов открыл бумаготкацкую фабрику, которая расположилась напротив самоткацкой фабрики. Вторая, более новая фабрика, стала называться Новой самоткацкой фабрикой. Это здание сохранилось до наших дней по улице Ленина, 86, сейчас это ТЦ «Фабрика». Фабрики Викулы Морозова иногда именовались Сухоборскими вследствие того, что были расположены на участке земли пустоши Плессы, которая носила название Сухобор.
В 1870 году Викуле Морозову была вручена золотая медаль Всероссийской Мануфактурной выставки в Санкт-Петербурге за хорошую отбелку и отделку миткаля. В этом же году он получил звание потомственного почётного гражданина.
В 1872 году Викула Елисеевич построил бумагопрядильную фабрику. В том же году Императорское Общество любителей естествознания, антропологии и этнографии при Императорском Московском университете вручило Викуле Морозову большую золотую медаль за бумажные, крашенные и пёстротканные изделия высокого качества. Также ему была вручена благодарность.
В 1873 году у ткацкой мануфактуры появилось право использовать изображение государственного герба на своих изделиях, ярлыках и прочем. Право было получено на Политехнической выставке в Москве. В этом же году Викула Морозов получил медаль на Промышленной выставке в Вене.
В 1874 году фабрики В. Е. Морозова вырабатывали ткани: миткаль, плис-полубархат, бязь, репс, тик, пунцовый ситец, сарпинку, демикутон карусет, казинет, миткаль отбельный крохмальный. Продукция фабрик продавалась в Москве и на ярмарках.

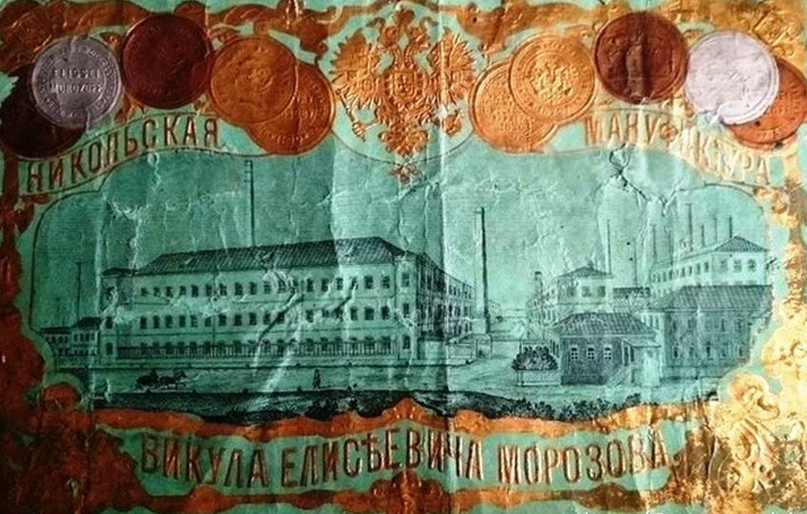
Ярлык Викуловской мануфактуры

В 1875 году в Митаве прошла Всеобщая выставка торговли, промышленных и сельскохозяйственных продуктов. Там Никольская мануфактура получила серебряную медаль за хлопчатобумажные изделия.
В 1878 году (по другим данным — 1892 году) начала свою работу Отбельно-отделочная или ситцепечатная фабрика В. Морозова, расположенная во дворе Никольской конторы. Сейчас на этом месте полуразрушенное здание ТЦ «Орех». В этом же году Викула Морозов получил серебряную медаль на Всемирной выставке в Париже.
В 1879 году Викула Морозов занялся перестройкой трехэтажного каменного здания красильно-отбельно-отделочного заведения. Он построил котельную с помещением двух паровых котлов. Создал пристройку, которая начала использоваться как склад с топливом. В 1879 году Викула Морозов решил соединить старую и новую самоткацкие фабрики каменным переходом в два этажа. Степан Никифорович Свешников, который примерно в 1879 году стал служить управляющим в Викулы Елисеевича, подал прошение об этом по доверенности В. Е. Морозова. Подобный переход уже был до этого построен на мануфактуре С. В. Морозова и новость о новом строительстве встретила сопротивление на мануфактуре С. В. Морозова. Там заявляли, что это принесет массу неудобств их предприятию, в частности владельцы другой мануфактуры волновались, будет ли доступ к воде реки Клязьмы в случае пожара. В итоге переход с четырьмя арочными пролетами был построен и он стал интересным архитектурным решением.
В 1882 году мануфактура была награждена правом использовать на вывесках и изделиях изображение Государственного герба.
В 1882 году Викула Морозов захотел преобразовать мануфактуру в паевое товарищество. Проект Устава он представил на утверждение в Министерство финансов. Он просил присвоить его Товариществу название «Никольской мануфактуры Викула Морозова с сыновьями».
Из-за этого, у Викулы и его дяди Тимофея произошел конфликт. Тимофей Морозов был собственником «Товарищества Никольской мануфактуры Саввы Морозова сын и Ко», и он не хотел, чтобы Викула Морозов использовал название «Товарищество Никольской мануфактуры Викула Морозова с сыновьями», полагая, что это может повлиять на его покупателей и их заинтересованность в его продукции. И Викула, и Тимофей Морозовы обратились к владимирскому губернатору. Тимофей Саввич Морозов писал Владимирскому губернатору о том, что если будет позволено ещё какой-то мануфактуре называться Никольской, это введет в заблуждение покупателей, потому что обе фабрики производят очень похожие товары, и товары именно его мануфактуры уже более популярны, чем товары мануфактуры Викулы Морозова. Тимофей Саввич пытался доказать, что раньше мануфактура Викулы Морозова носила название «Сухоборской мануфактуры», а словосочетание «Никольская мануфактура» появилось на ярлыках недавно. Также Тимофей Саввич предоставил ярлык, на котором было напечатано «Сухоборская мануфактура Елисея Саввича с сыном». 11 июля 1882 года Тимофей Морозов написал ещё одно письмо Владимирскому губернатору. В нём он сообщал, что его фабрика стала называться Никольской мануфактурой ещё до 1840-х годов. Его брат, Елисей Саввич называл свою мануфактуру «Сухоборской». А его племянник, Викула Елисеевич, намеренно хочет сейчас начать использовать название «Никольской мануфактуры», чтобы ввести в заблуждение покупателей, которые обычно приобретают товар, производимый на фабриках Тимофея Морозова. Это приносит ущерб его товариществу. 23 июля Владимирскому губернатору также написал Викула Елисеевич. Он заявил, что устав его Товарищества все ещё не утвержден из-за происков его дяди, несмотря на то что у Викулы есть веские доказательства собственной правоты. Викула Морозов уверял, что его дядя достал ярлык «Сухоборовской мануфактуры Елисея Морозова с сыновьями», которой никогда не существовало в действительности, а этот ярлык был напечатан просто на пробу. И что и при Викуле, и при его отце Елисее, мануфактура называлась исключительно Никольской. Есть основания полагать, что Викула предоставил не совсем достоверную информацию: потому что эта ветвь Морозовых и правда раньше часто называла свою мануфактуру Сухоборской.

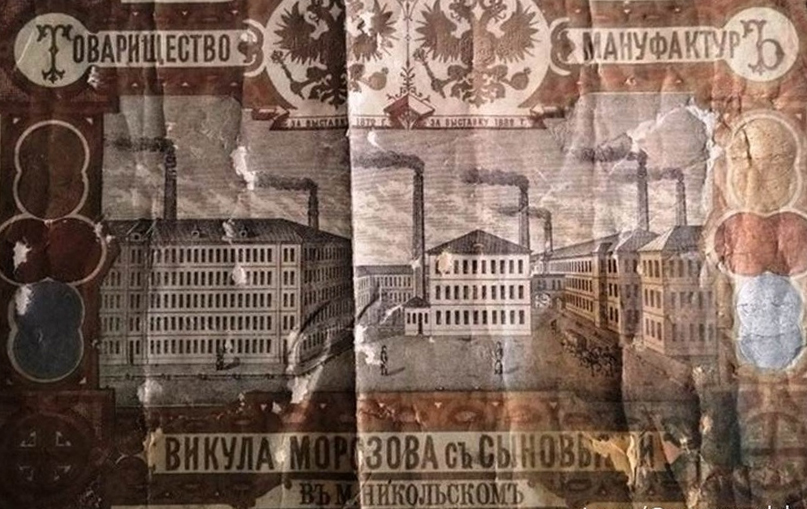
Ярлык Викуловской мануфактуры

Власти официально разрешили использовать Викуле Морозову его вариант названия. 17 декабря 1882 года утвердили устав «Товарищества мануфактур Викулы Морозова с сыновьями в местечке Никольском». Председателем правления стал Викула Елисеевич. Паевое товарищество было создано для того, чтобы способствовать развитию красильно-аппретурных и ткацких фабрик и бумагопрядильни. Учредителями товарищества стали Викула Елисеевич Морозов, его жена Евдокия Никифоровна, их сыновья Алексей, Федор, Сергей. Также учредителем сообщества был Иван Кондратьевич Поляков. Устав Товарищества предполагал, что владельцами его паев могут быть только русские подданные христианского вероисповедания. Совет директоров избирался на три года, в него могли войти те представители, у которых было не менее 10 паев Товарищества. Викула Елисеевич Морозов получил 4655 паев Товарищества: он передал Товариществу свои фабричные постройки, земли, торфяные болота. У Евдокии Никифоровны Морозовой было 50 паев, у Алексея Викуловича — 30 паев, у Фёдора Викуловича — 20 паев, у Сергея Викуловича — 10 паев. Также паями владели: Вера Викуловна Шмидт — 30 паев, Поляков Иван Кондратьевич — 100 паев, Полякова Неонила Карповна — 25 паев, Суслов Александр Иванович — 10 паев, Смирнов Михаил Лаврентьевич — 5 паев, Ануфриев Иван Иванович — 5 паев. Товарищество начало действовать 1 января 1883 года.
28 апреля 1883 года началась выработка пряжи на построенной прядильной фабрике «Товарищества мануфактур Викулы Морозова с сыновьями». Число рабочих на этой фабрике составляло не более 400 человек. Это было началом производства собственной пряжи для изготовления тканей. По состоянию на 1883 год, Товарищество участвовало в Москве в торгах на поставку бумажных тканей для того, чтобы обеспечить обмундирование войск. Тогда при бумагопрядильне работало 2 ткацкие фабрики, на которых было 1255 механических станков. Фабрики освещались газом, а отапливались при помощи пара. Фабрики были оснащены водопроводными и огнегасительными снарядами. Предприятия постоянно работали и производили тканей (в стоимостном выражении) до 3 миллионов рублей ежегодно. На постоянной сменой работе было задействовано до 2600 человек. Обе фабрики были застрахованы в Обществах «Россия» и «Северном».
Летом 1887 года было принято решение построить каменный пятиэтажный корпус для бумагопрядильни.
Согласно описаниям, по состоянию на 1887 год Товарищество включало в себя ткацкую фабрику (2 корпуса), бумагопрядильную фабрику, газовый завод, красильную с отбельной и отделочной. Работали мастерские: столярная, токарная, слесарная. Фабрика приводилась в движение паровыми машинами. В качестве топлива использовали торф, который добывали на территории Товарищества. Затем котельные стали переводить на нефть. На фабриках вырабатывались хлопчатобумажные ткани разнообразных сортов. В 1890-х годах на предприятиях стали менять котлы на новые, более пригодные для другого вида топлива. Существуют сведения, что Викула Морозов старался принимать на фабрику в основном старообрядцев.

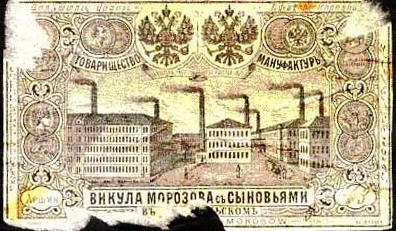
Ярлык Викуловской мануфактуры

В 1891 году Товарищество мануфактур на Средне-Азиатской выставке в Москве получило золотую медаль за отличное качество пряжи.
В 1893 году в Америке проходила Колумбовая выставка. Товарищество мануфактур получило бронзовую медаль при почётном дипломе за те изделия, которые были представлены на выставке. Также Товариществу дали право использовать информацию о награде и помещать изображение награды на клеймах, ярлыках и этикетках.
В 1894 году умер Викула Елисеевич Морозов. После его смерти заведовать делами стал Алексей Викулович Морозов.

### Конец XIX—XX вв.
В 1896 году Товариществу мануфактур было присуждено право использовать изображение Государственного герба за отличное качество пряжи, беленых товаров и прочих ткацких изделий.
В 1897 году было учреждено «Товарищество Саввинской мануфактуры В. Морозова сыновей, Ивана Полякова и К».
В 1900 году Товарищество мануфактур «Викула Морозова с сыновьями» получило главную награду — Grand Prix — в группе XIII класс 80. Также им вручили диплом и медаль.
По состоянию на 1900 год, когда мануфактура была уже машинной, труд надомных ткачей все равно использовался.
В 1906 году мануфактура Викулы Морозова стала использовать для жилых помещений не керосиновое освещение, а электрическое.
Директором бумагопрядильной фабрики был Андрей Васильевич Чарнок. Он получил текстильное образование в Англии. Его заместителем был Яков Клементьевич Чарнок. Специалистом по паровым котлам был Василий Васильевич Чарнок. Сергей Сергеевич Куприянов руководил делами ткацкой фабрики. Вероятно, он получил образование в Комиссаровском техническом училище, а также в Германии. По состоянию на 1916 год С. А. Иванов руководил красильно-отбельными фабриками, М. И. Беляев — плисокрасильным заведением.
Алексей Викулович Морозов передал руководство мануфактурой своему брату, Ивану Викуловичу Морозову в конце 1890-х годов. Тот руководил Товариществом мануфактур до 1918 года.
В 1909 году «Товарищество Саввинской мануфактуры В. Морозова сыновей, Ивана Полякова и К» объединилось с «Товариществом мануфактур Викулы Морозова с сыновьями в местечке Никольском». Товариществу мануфактур принадлежали в местечке Никольском прядильная фабрика с 159 000 прядильных и 18 000 крутильных веретен, ткацкая фабрика, на которой было 2500 механических ткацких станков. Работала белильнокрасильная и отделочная фабрики. Мануфактуре принадлежало 4 512 десятин земли на территории которой были торфяные болота и лес. В селе Саввине Богородского уезда были бумаго- и вигонепрядильная фабрика с 29 тысячами веретен. Была также ткацкая фабрика, на которой работало 418 ткацких станков.
В 1911 году в Товариществе мануфактур Викулы Морозова работала касса взаимопомощи нуждающихся рабочих-певчих Свято-Никольского общества трезвости при фабриках В. Морозова, касса взаимопомощи служащих при фабриках Товарищества мануфактур «В. Морозова с сыновьями» в местечке Никольском, похоронная касса служащих при фабрике Викулы Морозова в Никольском. Вспомогательно-сберегательная касса была создана в 1912 году. В 1913 году утвердили устав Больничной кассы Товарищества.
По состоянию на 1918 году Товариществу мануфактур принадлежали фабрики: ткацкая, отбельная, бумагопрядильная, отделочная, красильная, набивная. Было 33 дома для служащих, 15 казарм для рабочих фабрики. Был скотный двор, бани, богадельня, родильный приют, больница, работала харчевая лавка, хлебопекарня, мельница, аптека и многое другое.
В 1918 году согласно декрету о национализации Товарищество мануфактур Викулы Морозова с сыновьями перестало существовать, а фабрики Викулы Морозова и его сыновей были объединены с фабриками Саввы Морозова.

## Фабричные рабочие
Зв время работы фабрик количество занятых на них рабочих увеличилось с 16 человек до 13 тысяч. На фабрики Викулы Морозова рабочих нанимали дважды в год — первый период от Пасхи до Покрова, второй период от Покрова (я октября) до Пасхи.

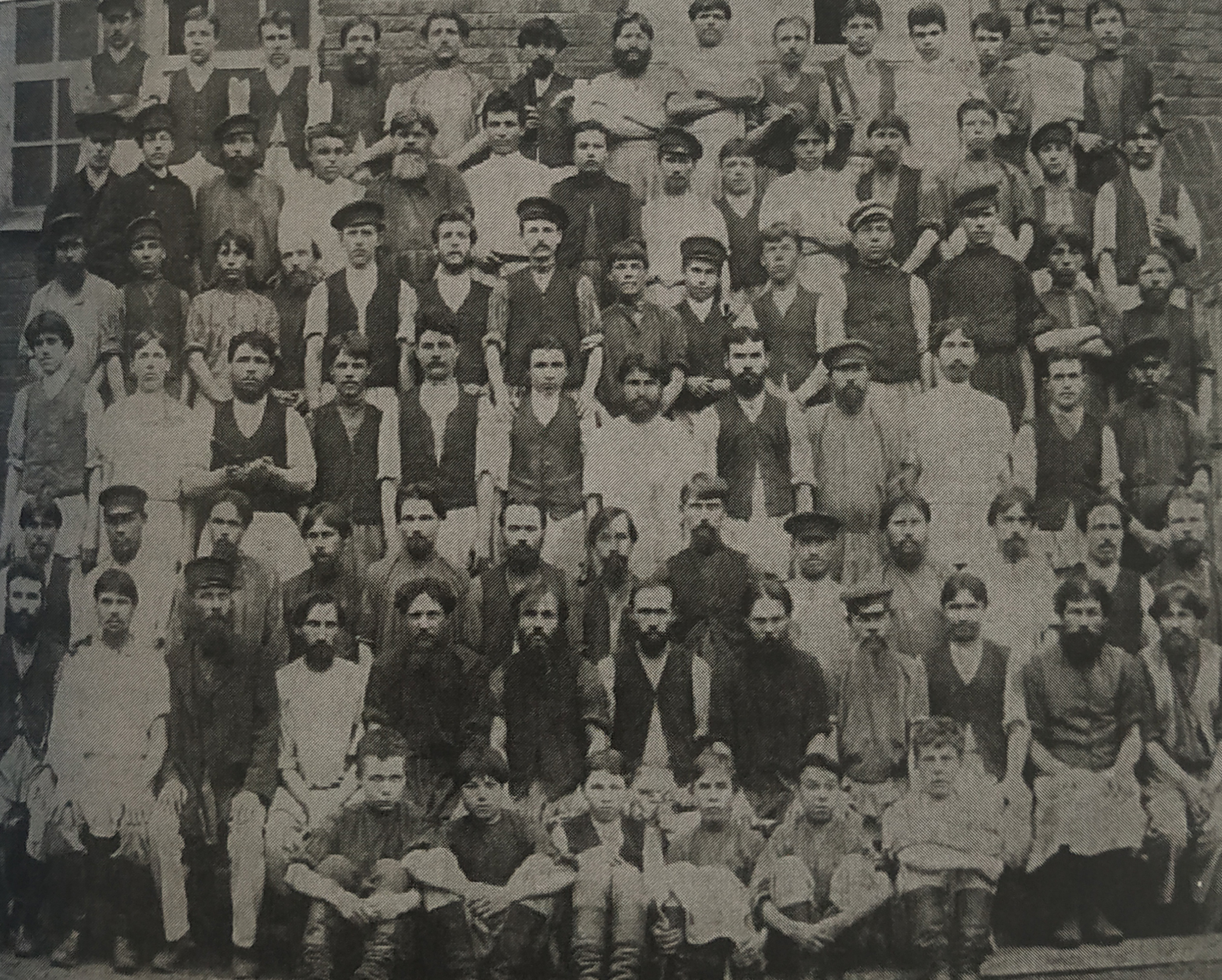
Рабочие на фабрике Викулы Морозова в 1893 году

Губернский механик И. Е. Несытов писал, что 150 человек викуловской фабрики в 1852 году жили в пяти домах, использовали хозяйские продукты питания.
В 1860-х годах В. С. Пругавин писал о том, что вопрос с жильём для работников мануфактуры стоит остро.
В 1865 году и. о. уездного исправника Прокудин-Горский писал о том, что на двух Никольских мануфактурах очень разное отношение к рабочим, хотя они расположены на расстоянии нескольких саженей друг от друга. На Торговый дом Саввы Морозова постоянно приходили жалобы, в то время как на управление Елисея Морозова никогда не было никаких жалоб.
У рабочих были расчетные книжки, в которых были описаны условия найма и система штрафов. По свидетельствам В. С. Пругавина, на самоткацких фабриках Викулы Морозова в 1881—1882 году один рабочий в год мог платить штраф в размере от 5 рублей 97 копеек до 6 рублей 97 копеек. На красильно-набивной фабрике эта сумма составляла 80,5 копеек — 85,5 копеек. Такие суммы были незначительными по сравнению с теми, которые платили работники на Никольской мануфактуре Саввы Морозова. Когда новый работник устраивался на фабрику, работодатели удерживали часть его заработка в качестве залога и возвращали эту сумму тогда, когда работник уже просил окончательный расчет с фабрикой.
На прядильной фабрике рабочие работали в несколько смен, длительность каждой смены составляла 6 часов. Работники первой смены работали с 6 утра до 12 часов дня, второй смены с 12 часов дня до 6 часов вечера. Затем на работу опять выходили работники первой смены, спустя 6 часов их заменяли работники второй смены. На многих мануфактурах того времени практиковали не шестичасовые, а двенадцатичасовые смены. Рабочий день у работников Викулы Морозова начинался в понедельник в 5 часов утра. Последним рабочим днем была суббота, работа заканчивалась в 6-7 часов вечера. По понедельникам работа начиналась в 5, а не у 6 часов утра как в остальные дни потому, что работникам нужно было дополнительное время для заправки прядильных машин. По воскресеньям и в праздничные дни работники не выходили на работу. Ситуация изменилась к началу XX века, когда рабочий день на фабрике стал составлять 9 часов. Фабрики С. Т. Морозова перешли на 9-часовой рабочий день намного раньше, в 1896 году.

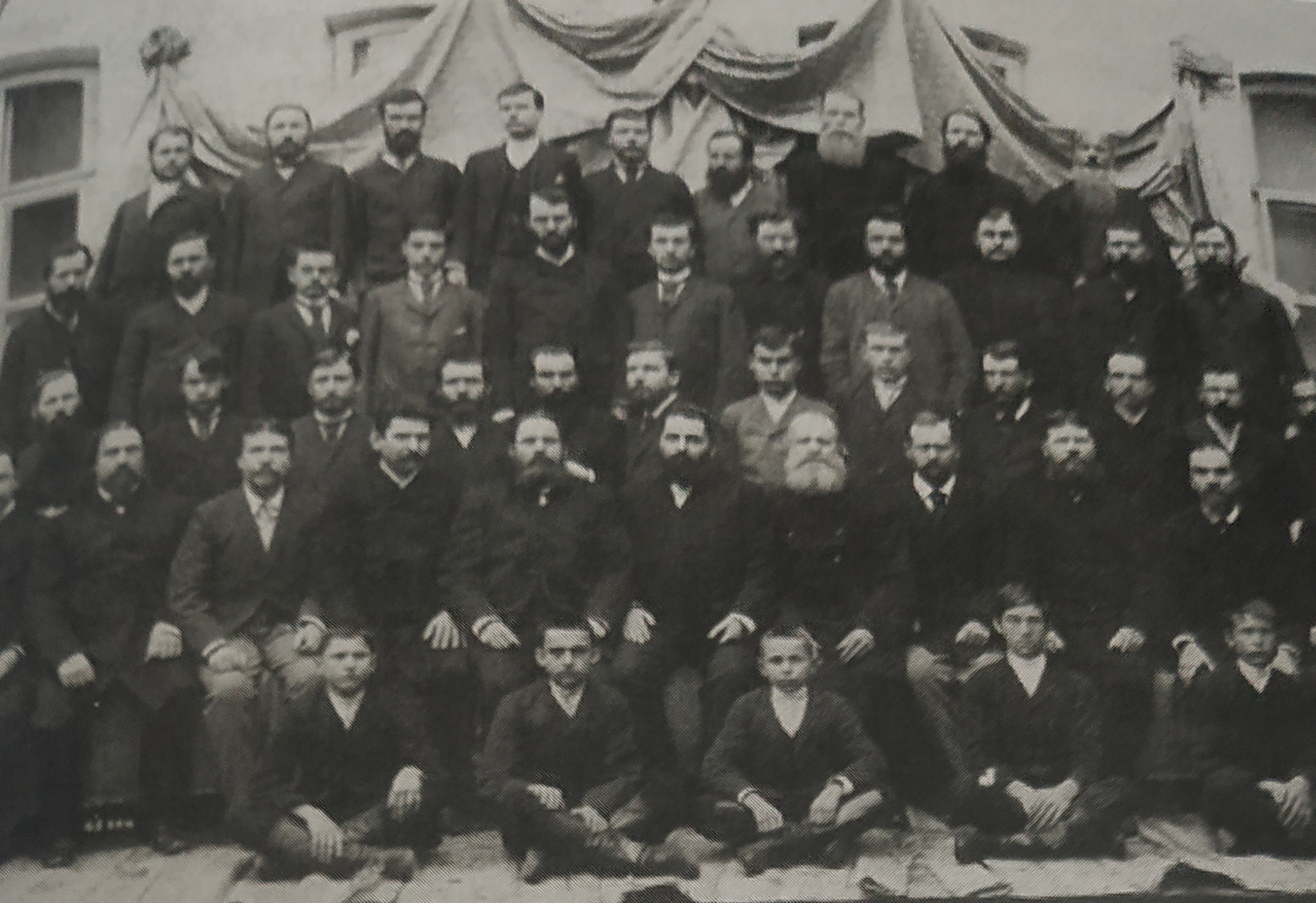
Служащие мануфактуры Викулы Морозова, 1893 год

В 1879 году у мануфактуры Викулы Морозова была новая казарма № 1, старая казарма № 2, старая казарма № 3, горелая казарма № 4, старая казарма № 5, Никольская казарма, казарма при пунцовом заведении. Никольская казарма располагалась во дворе Отбельно-красильного заведения. В казармах 1879 году на Никольском участке мануфактуры проживало 86 семей или 282 человека. Из них на фабриках работало 206 человек. Здесь же располагались артели из 282 рабочих. На территории Сухоборского участка 1878 человек. Были те служащие и рабочие, которые жили на вольных квартирах. Например, собственные квартиры были у жителей Орехово-Зуево. Либо, на собственных квартирах жили потому, что на фабрике не хватило жилья. Многие стремились построить свои собственные дома в Орехове или Зуеве. Рабочим, которые снимали квартиру на стороне, платили квартирные деньги. В 1900-х годах это было 2,5-3 рубля в месяц. По некоторым данным, в конце XIX века сумма квартирных денег была равна 1 рублю 50 копейкам.
Товарищество располагало 33 домами для служащих и 4 казармами. Там проживало 1309 служащих и их семьи. В казармах обустраивались общие кухни, дрова для кухни предоставляло Товарищество. Работал водопровод с артезианской водой. Было сделано паровое отопление, а электрическое освещение появилось в начале 1900-х. Казармы были двух типов: общие и казармы с коморками. Общая казарма представляла собой большой зал с с нарами и печами. Жителями казарм были либо холостые люди, либо малолетние. Также были казармы с коморками для тех, у кого были семьи. Коморки представляли собой маленькие отдельные комнатки, располагавшиеся по двум сторонам внутреннего коридора. Обычно в коморке жили два семейства или 7-10 человек. Казармы строились либо из камня либо из дерева, либо при использовании обоих материалов. Они могли быть одноэтажными, двухэтажными или трехэтажными. Одна из казарм, которая называлась 2-я Никольская, располагалась за линией железной дороги по соседству с викуловским конным двором. На конном дворе были дома, рассчитанные на 4-6 семейств, в них жили служащие конного двора.
В 1880-х годах началось строительство больших каменных казарм на участке Крутое. А. П. Песков называл строящуюся казарму лучшим типом казарменных построек семейными коморками. Это была большая каменная трехэтажная казарма. У пола казармы было асфальтовое покрытие. Были предусмотрены вентиляционные приспособления. В каждой коморке есть обыкновенные форточки для притока свежего воздуха. Первая казарма такого типа в Крутом появилась в 1882 году. Мануфактура обеспечивала комнату мебелью: столом, табуретками, металлическими кроватями. Был предусмотрен шкаф для посуды, вешалки.
В 1879 году на мануфактуре Викулы Морозова была артель ткачей из 68 человек, артель отбельщиков — 33 человека, артель плисорезов — 33 человека, артель дворников 46 человек, артель сторожей 22 человека, артель ретирадников 10 человек, артель гравильщиков 104 человека, артель красильщиков, набойщиков, хлебников — 4 человека. При артельном питании хозяйственная работа лежала на старосте, который занимался закупкой продуктов и отмечал, сколько дней питался каждый член артели. Артель нанимала кухарок, которые занимались приготовлением пищи.
Забастовки рабочих на стыке XIX—XX веков не были редкостью. Они происходили из-за несовершенной системы оплаты труда, штрафов, увеличения рабочих часов. На мануфактурах Викулы Морозова и его сыновей забастовки также бывали, хотя и не так часто, как на других фабриках.

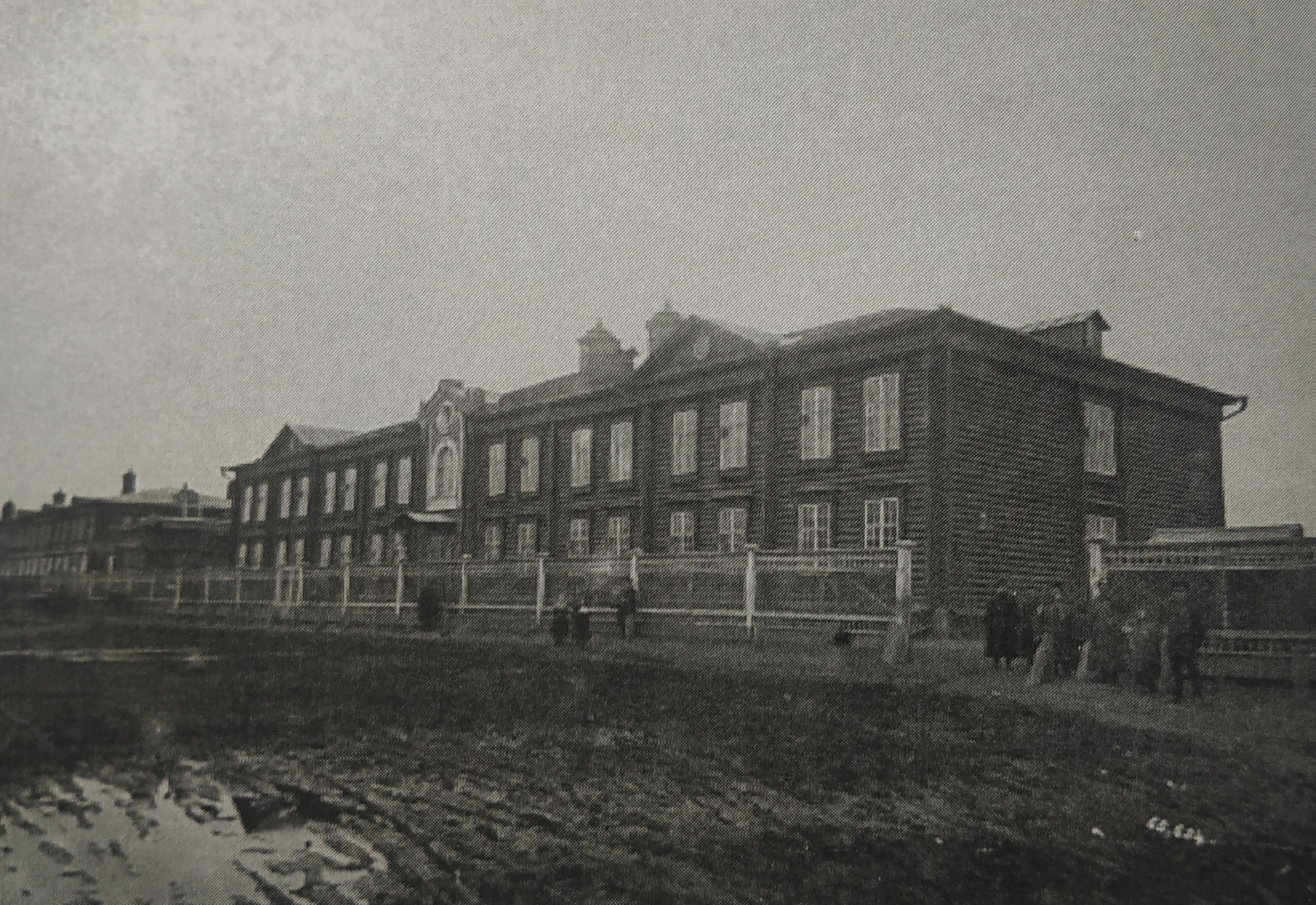
Вторая Никольская казарма в 1893 году

В 1885 году во время Морозовской стачки, рабочие фабрик Викулы Морозова продолжили свою работу и к забастовкам на соседней мануфактуре не примкнули. Это случилось не в последнюю очередь благодаря грамотным действиям руководства фабрикой Викулы Морозова, которые повысили расценки. Казаки и солдаты, прибывшие в Никольское для усмирения протестующих, испытывали сложности, потому что они не знали, кто передвигается по городу — забастовщики или работники мануфактур Викулы Морозова. Администрация фабрик Саввы Морозова получила разрешение у Владимирского губернатора на то, чтобы в местечке Никольское был полицейский надзиратель и полицейские. Деньги на их содержание выделяло Товарищество С. Морозова, поэтому полицейские и исполняли свои обязанности на фабрике М. Морозова, не затрагивая территорию фабрик В. Морозова. Алексей Викулович Морозов в конце 1889 года и остальное руководство товарищества, приняли решение о том, что им тоже необходимы полицейские для соблюдения порядка на фабрике. Было решено, что им необходимо иметь 12 полицейских. В год руководство мануфактур выделяло бы 144 рублей на каждого и предоставляло бы квартиру с отоплением.
1 октября 1895 года на фабрике Товарищества мануфактур «В. Морозова с сыновьями» забастовало 140 плисорезчиков. Им не понравилось то, что была изменена оплата за работу раньше срока. 29 сентября 1895 года появилось объявление, из которого следовало, что с 1 октября 1895 года по 1 января 1896 года будет действовать более низкая расценка оплаты за выработанный товар. Работники были возмущены, потому что, при их найме на работу было заявлено, что старая система оплаты будет действовать по 18 октября. Работники чувствовали, что обманули, и прекратили производство. Фабричный инспектор Микулин указывал на незаконность таких действий и пытался заставить рабочих продолжить свою работу, тем, кто не хотел продолжать работу, он предлагал получить расчет по 18 октября, но работники были непреклонны.
3 октября 1895 года к рабочим приехал Старший фабричный инспектор Астафьев и директор Правления Иван Кондратьевич Поляков. Они общались с каждым рабочим и пытались выяснить, намерен ли работник продолжать работу на фабрике или нет. 4 октября 1895 года 22 плисорезчика получили расчет. Все остальные вернулись на свои рабочие места. Руководство компании пообещало, что плисорезчики будут получать более высокую зарплату за свой труд.
4 марта 1896 года ткачи стали высказывать недовольство из-за того, что их работа была недостаточно хорошо оплачиваемой. Рабочие изготавливали товар, который отправлялся на выставки, соответственно требовал более тщательной работы. А оплату за него производили, как за обычный товар. Полицейский урядник села Орехово Наумов услышал, как ткач Колосов уговаривает других ткачей принять участие в будущей забастовке. В трактире Татарникова такие же разговоры ткачей дошли до прядильщика Канина. Ткачи, желающие устроить забастовку, собирались совершить нападение на директора фабрики Рыжкова и нескольких мастеров. Чтобы пресечь возможные беспорядки, основного подстрекателя Шеронина взяли под стражу. При входе на фабрику проверяли рабочих и их вещи, чтобы исключить принесение на фабрику алкоголя. Так беспорядков удалось избежать. После этого случая Иван Кондратьевич Поляков распорядился назначить двойную оплату за выставочный товар.

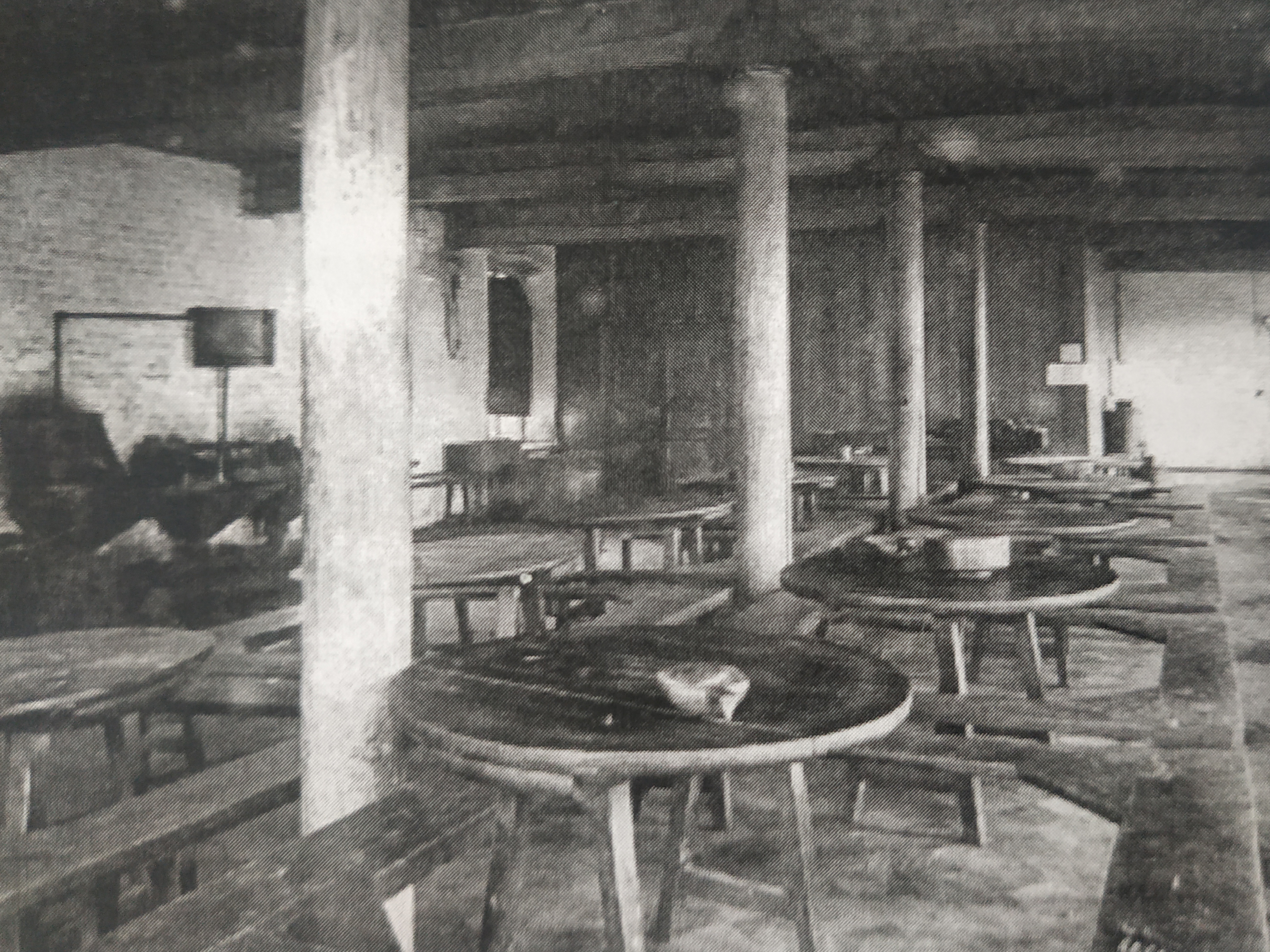
Артельная столовая в 1893 году

В 1897 году С. Н. Свешников пишет Е. И. Полякову о том, что с рабочих не следует высчитывать за уголь или горячую воду, и следует отменить этот вычет, потому что на фабрике Саввы Морозова он уже отменен три года назад.
У мануфактуры были бани для рабочих и для служащих. Баня, которую посещали рабочие, находилась на Крутом. Баня для служащих была на территории Горожанки.
В 1917 году Правление согласилось установить на фабрике восьмичасовой рабочий день. Исключение составляли летние работы торфяной разработке. Рабочие сохраняли прежний заработок. По состоянию на этот год было построено 15 казарм, в них жило 11 178 рабочих фабрик и члены их семей. За отопление и освещение казарм из заработка рабочих брали определённый процент с каждого выработанного рубля.
При мануфактуре была харчевая лавка. В ней работники могли получить продукты первой необходимости: масло, соль, чай, мыло, капусту и другие товары. Товары отпускались в лавке за наличные деньги и в кредит. Хлебопекарня при харчевой лавке изготавливала нужное количества хлеба для рабочих. Работала мельница для помола зерна. У Товарищества был скотный двор, молоко с которого выделялось бесплатно для грудных детей.
В 1917 году 10 десятин земли было засеяно овощами. Предполагалось, что огород принесет урожая 8000 пудов капусты, 100 пудов лука, от 2000 до 2600 пудов огурцов, 2500 пудов картофеля. После сбора урожая, эти овощи были доступны для покупке в лавке. Для распахивания огорода использовались ломовые лошади.
Рабочим были доступны товары местных торговцев, также они приобретали товары на ярмарках. Цены в фабричной лавке и в других торговых местах были примерно одинаковыми.
Рабочий красильно-отбелочного заведения тратил в месяц 5 рублей 38 копеек. Ткач тратил 6 рублей 41 копейку.

## Социальная поддержка рабочих

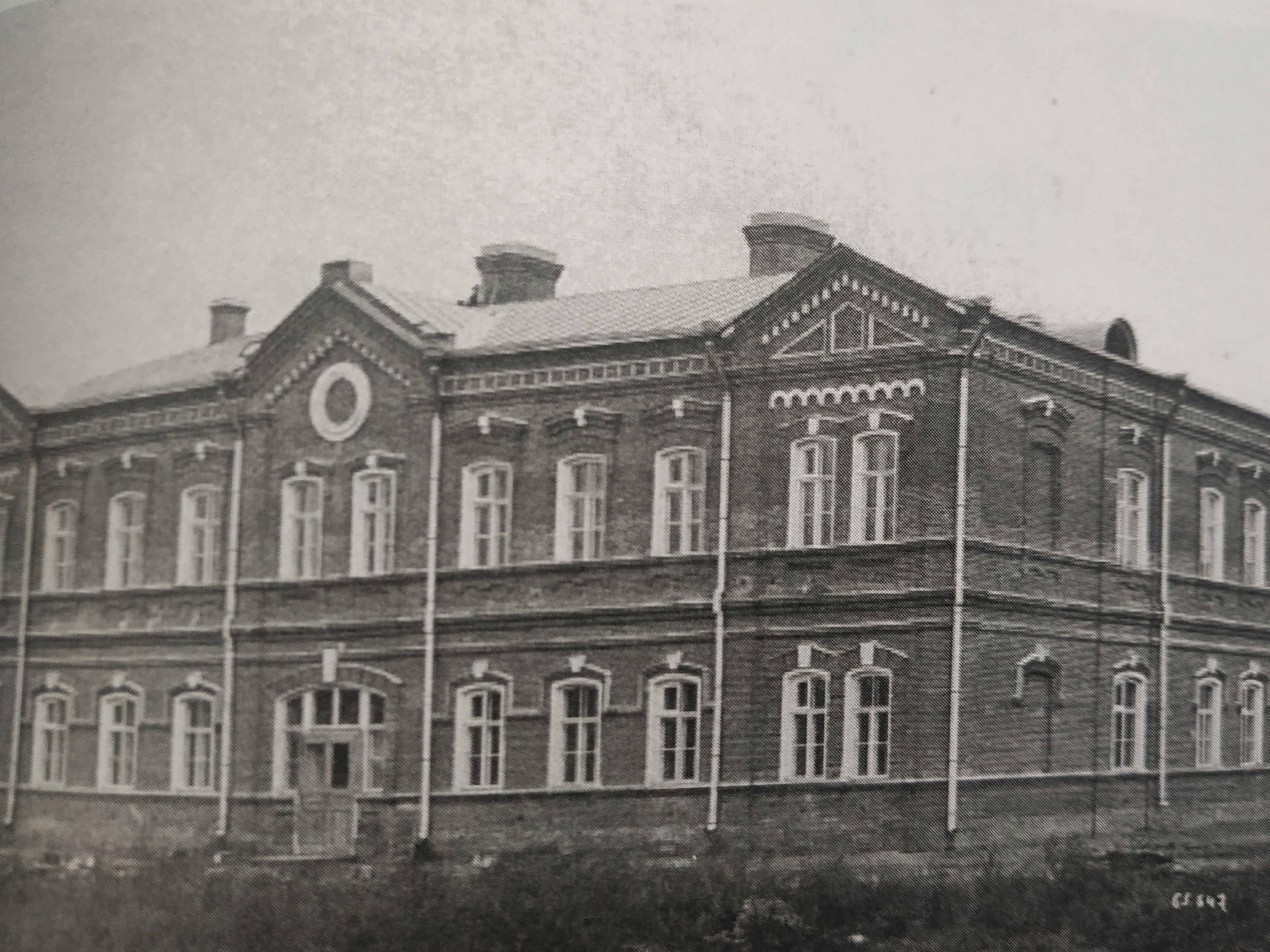
Здание родильного приюта, 1893 год.jpg

### Медицина
Известно, что 20 февраля 1879 года Викула Елисеевич Морозов в письме Владимирскому губернатору сообщал о том, что при его предприятиях в местечке Никольском в пустоши Горожанка работает фабричная больница, которая расположена в каменном строении. И в его планах построить ещё одно здание. В 1882 году о больнице упоминал А. П. Песков. Это была больница на 42 кровати, 21 кровать располагалась в женском отделении и 21 в мужском. Состояние вентиляции было неудовлетворительным — она осуществлялась только при помощи форточек. Помещение отапливалось голландскими печами. В больнице были ванные комнаты и теплые ватерклозеты. Здание больницы располагалось в тихом месте, в окружении сада и пруда. Больницей заведовал врач, была аптека с провизором. Один фельдшер находится при аптеке и в мужском отделении, второй присматривал за казармами и в летнее время осматривал рабочих на торфяном болоте.
В женском отделении работала акушерка-фельдшерица. За больными ухаживали 5 сиделок, 3 служителя, прачка и кухарка. Для прислуги в больнице не было предусмотрено отдельное помещение и люди вынуждены были спать в больничных палатах. Аптека располагалась в отдельном строении. Отдельно от основного здания больницы было особое помещение, в котором находились больные при острых заразных болезнях.
В 1882—1883 годах содержание больницы обошлось в 13 600 рублей. С 1 октября 1881 года по 1 октября 1882 года была оказана помощь 4 018 больным, которые обращались в больницу, но не были госпитализированы и 1464 людям, которые оставались на лечение в больнице. Рабочие лечились бесплатно и оставались в больнице до выздоровления.
К 1900 году больница была на 180 коек. Была детская больница на 20 коек и родильный приют на 20 коек. Был приемный покой для амбулаторных больных и аптека. В больнице работал дантист, провизор, 3 врача, 5 фельдшеров, 3 фельдшерицы-акушерки.
Работников фабрики ежегодно прививали от оспы. Перед началом работы на фабрике рабочих осматривал врач. При окончании рабочего года также проводился медицинский осмотр. Каждый месяц фельдшер осматривал помещения, в которых жили рабочие. Товарищество мануфактур Викулы Морозова с сыновьями в местечке Никольском страховало своих рабочих от несчастных случаев. Для этого пользовались услугами Санкт-Петербургского страхового общества и Российского Взаимного страхового Союза.

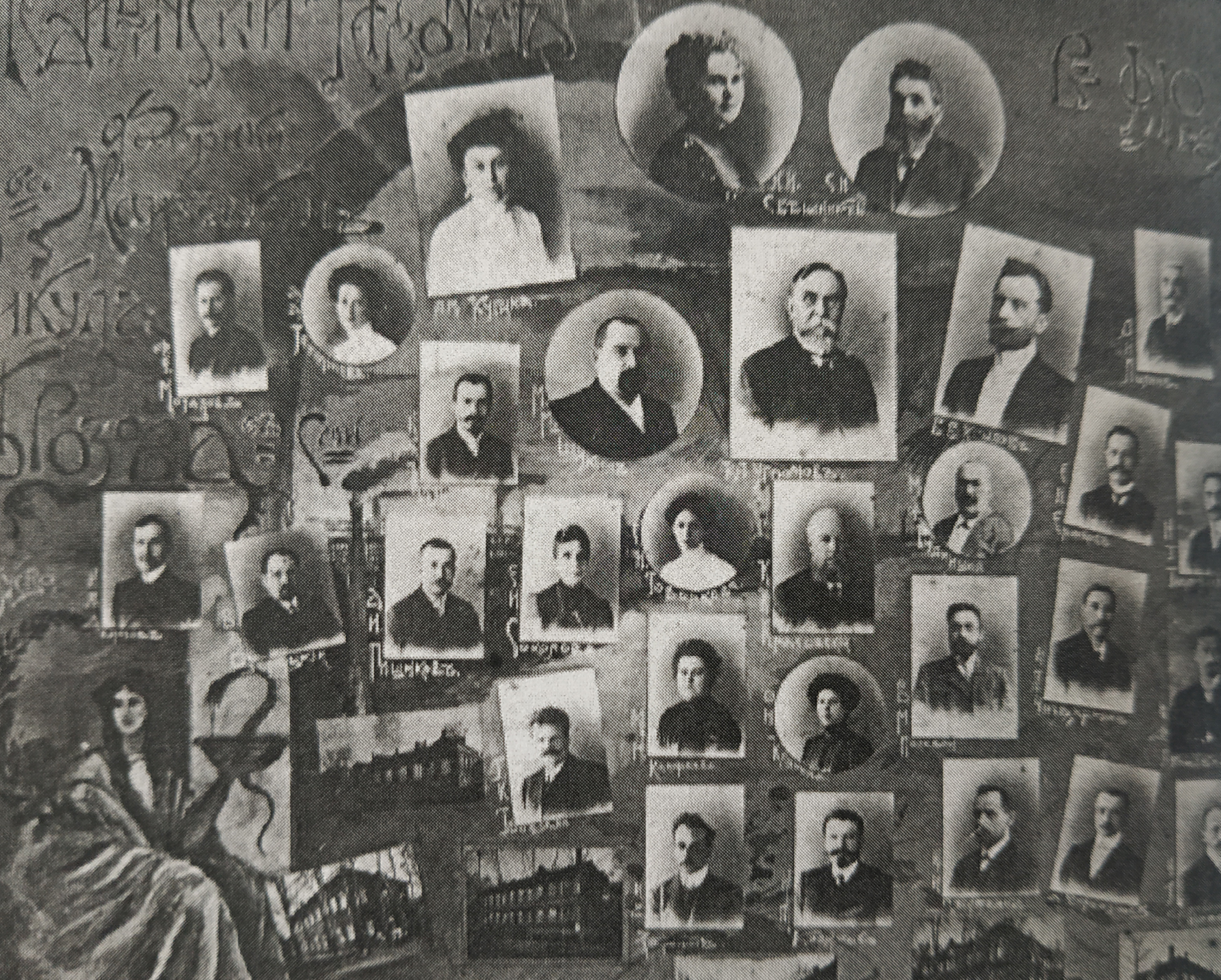
Медицинский персонал больницы при мануфактуре Викулы Морозова, 1910 год

К 1907 году больница включала в себя два больших здания, в которых размещались терапевтические больные. Ещё в трех зданиях располагался детский приют, родильный приют и хирургический приют. В родильном приюте были достаточно хорошие условия. В больнице работали повивальные бабки, фельдшер-акушерка, 4 врача, около двух десятков сиделок, фельдшер-массажист, фельдшер-дантист, 12 санитарных фельдшеров. Была своя аптека с 3 фармацевтами и провизором. В этом же году о больнице писали в газете «Владимировец»: «Такую образцовую больницу трудно встретить в России».
В 1916—1917 годах в больнице при фабрике был приемный покой для больных, аптека, больничные корпусы, рассчитанные на 310 коек, родильный приют. В новой хирургической больнице было качественное оборудование. Строительство этого каменного корпуса началось в 1912 году, построить его предложил хирург-гинеколог Иван Иванович Чебышев. К началу Первой мировой войны строительство было почти закончено, но из-за войны здание не было введено в действие. При СССР это здание было родильным домом, носившим имя И. И. Чебышева.
К 1917 году на территории больницы было построено помещение для электро-водолечебницы. Но её помещение не успели оборудовать.
В мае 1917 года было 272 больничных койки, амбулаторно помещали больницу ежемесячно от 398 до 727 раз. Каждый месяц аптекой отпускались медикаменты по рецептам от 765 до 1054 раз.
На содержание больницы ежемесячно выделялось 383 913 рублей. В больнице работало 15 фельдшеров, 9 врачей, 3 акушерки-фельдшерицы, 5 акушерок, 5 фармацевтов, 1 зубной врач, 93 сиделки, 51 человек прислуги, 14 человек хозяйственно-канцелярского персонала. Старшим врачом больницы работал Константин Александрович Угрюмов.
Приходящим больным выплачивалось пособие во время болезни. Если человек лежал в стационаре, и в семье не было других работников, кто бы обеспечивал семью, то выдавалась 3/4 от суммы пособия.

### Создание Общества потребителей
Усилиями Сергея Викуловича Морозова и Ивана Викуловича Морозова было создано Общество потребителей при фабрике. Свою работу оно начало 1 октября 1894 года. Его создали для того, чтобы члены Общества могли получать нужные им товары хорошего качества и при этом по невысокой цене. Магазин общества и Правление Общества разместились в казарме № 6 на Крутом. В Потребительское общество могли вступать мужчины и женщины, которые служили и работали на фабрике. Дети и женщины не могли участвовать в общих собраниях, но имели право делать покупки и получать прибыль. Покупать в магазине Потребительского общества могли как за наличные так и в кредит. Чтобы стать членом Общества, нужно было купить пай, заплатив 5 рублей. У членов Общества была заборная и расчетная книжка. В них содержались записи о сделанных взносах и информация о покупках в магазине. Администрация Товарищества согласовывала введение новых расценок на продукты с Правлением Товарищества Никольской мануфактуры Саввы Морозова, а последние согласовывали в свою очередь с Правлением Товарищества мануфактур Викулы Морозова — оба Товарищества мануфактур были расположены рядом и введение новых цен только в одном из них могло вызвать недовольство среди рабочих.
В 1916—1917 годах на скотном дворе мануфактуры было 33 коровы, в год удой на 1 корову составлял 207 ведер. Служащие и рабочие мануфактур держали 311 коз и 79 коров. В местечке Никольское работали ветеринарный врач и фельдшер, которые оказывали помощь как стадам обеих мануфактур, так и животным, которые содержались конкретно у рабочих.

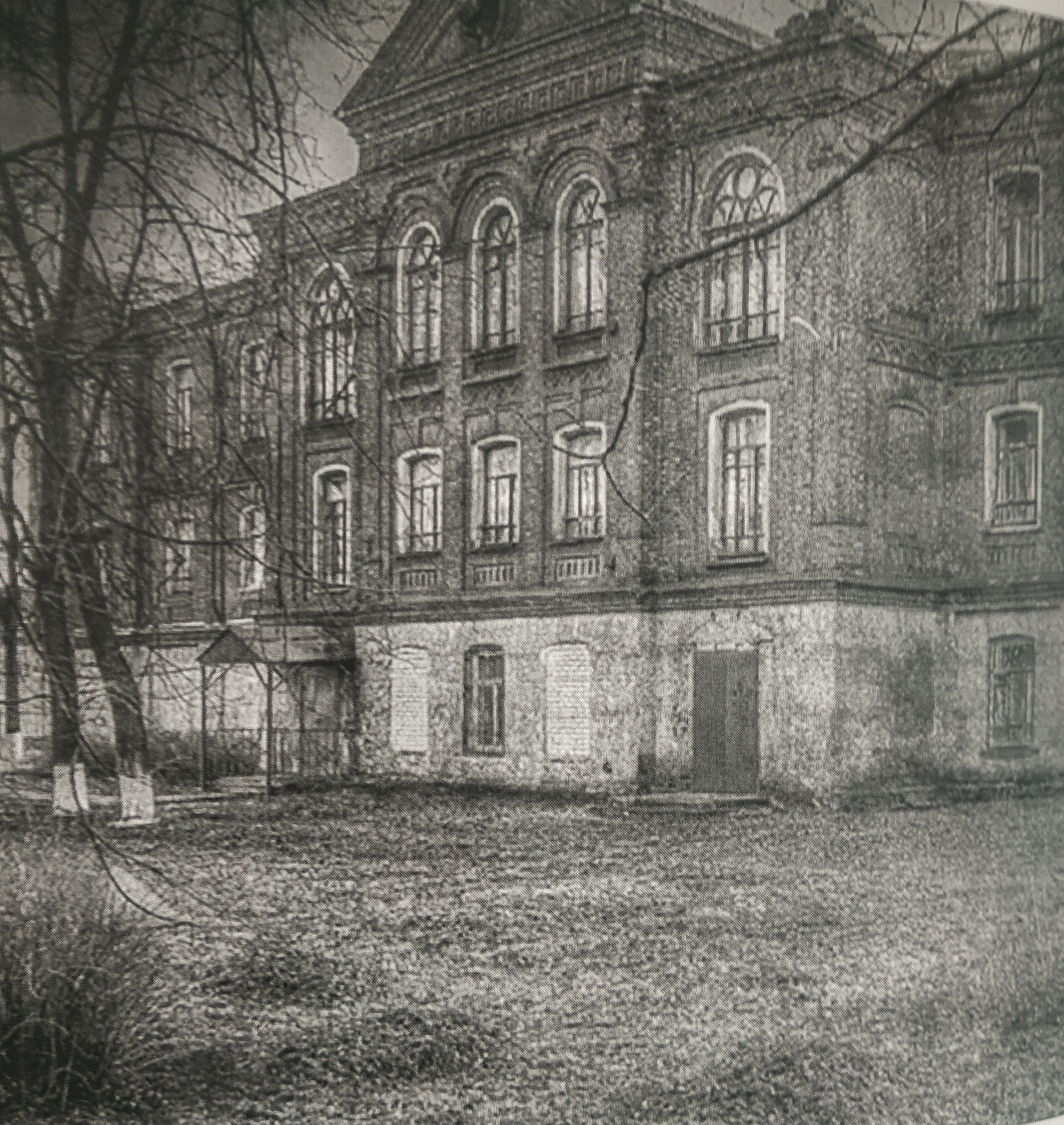
Здание бывшей богадельни на Крутом при викуловской мануфактуре

### Обеспечение пожарной безопасности
Производство хлопчатобумажной продукции было пожароопасным. Для обеспечения безопасности товаров и людей на мануфактуре была создана пожарная команда. В документах 1911 года указан срок существования пожарной команды, который составляет 40 лет. Пожарная команда набиралась из фабричных рабочих, в чьи обязанности входило в случае пожара на фабрике его потушить. Они получали дополнительный заработок за это помимо основного. На викуловской мануфактуре к 1884 году было 223 участника пожарной бригады, из них 11 человек были работниками бумагопрядильной фабрики, 130 человек из Никольского двора, 10 человек — работники отбельно-красильного отделения, 18 человек — с плисокрасильного отделения. 59 человек — со старой и новой самоткацких фабрик. В случае возникновения пожара рабочие должны были использовать специальные водокачки. Водокачки приводились в работу вручную или паровой машиной. Ручные водокачки и пожарные рукава были в каждом заведении. Известно как минимум про один пожар, в ночь с 24 на 25 октября 1895 года, который произошел в рабочей казарме фабрики. Люди не пострадали, имуществу рабочих был нанесен ущерб в размере 70 рублей.

### Богадельня
По одним данным в 1895 году, по другим данным в 1899 году, на Крутом появилось специальное заведение, которое предназначалось для призрения калек и престарелых одиноких рабочих, которые работали когда-то на фабрике Викулы Морозова и его сыновей. В 1900 году в богадельне присматривали за 100 престарелыми и неспособными работать бывшими рабочими фабрики. К 1917 году их число увеличилось и составляло 119 человек. Эти люди жили в просторных и светлых комнатах. В здании богадельни были отдельно кухня со столовой для детей и для взрослых. В 1916 году на содержание заведения было выделено 27 019 рублей. Марфа Ивановна Свешникова, жена управляющего фабриками в Никольском Н. С. Свешникова, заведовала богадельней.

### Образование
8 ноября 1872 года было открыто начальное двухклассное училище Министерства народного просвещения при фабриках «Викулы Морозова с сыновьями». Первые три года в училище приравнивались к первому классу, и они соответствовали курсу начальной школы. Второй класс был равноценен четвёртому и пятому годам обучения. Изучалась история, русский язык, арифметика, геометрия, черчение, ремесла, гимнастика. Это училище за время своей работы трижды переезжало. Изначально оно располагалось в здании, нынешний адрес адрес которого улица Волкова, 23. В 1895—1899 годах училище переехало в здание богадельни (западная часть школы № 1). В 1914 году для училища было построено специальное здание — сейчас это восточная часть школы № 1 по улице Волкова. Число учащихся в училище при мануфактуре Викулы Морозова было меньше, чем в училище при мануфактуре Саввы Морозова. В училище были просторные классные комнаты, помещение хорошо освещалось. Также в здании училища были квартиры для учителей. Отапливалось здание простыми голландскими печами, вентилировалось форточками. С часу до трех часов дня по воскресеньям рабочим в училище делали чтения, во время которых объясняли Закон Божий. В день занятия длились 5-6 часов. В приготовительном отделении занятия длились 3-4 часа. Между уроками был перерыв 5-10 минут. Перерыв на обед составлял от 30 минут до часа.
В училище были открыты специальные классы для детей, работающих на производстве Викулы Морозова. Длительность их уроков была от 1 часа 15 минут до 3 часов 30 минут. На длительность занятий влияла рабочая смена. Учиться, совмещая работу и учёбу было тяжело, но многие все-таки доучивались и получали свидетельства об окончании школьного курса. В 1890-х годах начальное училище переехало в здание богадельни, которое было построено на окраине Крутого. В этом здании школе выделили 6 комнат. В 1899 году в училище преподавали: И. А. Покровский, И. Д. Архангельский, А. Н. Виноградова, Ф. А. Благованин, В. Н. Ильинский, С. П. Ланцов, Ф. И. Манюков, В. И. Карабанов, А. Е. Предтеченский, С. М. Зайцев. Учителя получали 50-75 рублей ежемесячно. Существовали прибавки к жалованию за выслугу лет в размере 600 рублей в год. Учителя могли получить дополнительные вознаграждение за дополнительные и вечерние уроки в размере 30 и 36 рублей соответственно.
В 1884 году из 157 человек учащихся, 106 было малолетними работающими. В 1900 году училось 800 человек, в 1903—668 человек, в 1904—676 человек, в 1910 году — 989 человек, в 1912 году — 1313 человек, в 1917—1363 человек, в 1918—1588 человек. Мальчиков всегда училось в училище в 2-3 раза больше, чем девочек, до 1918 года. Тогда в училище обучалось 873 мальчика и 715 девочек. В 1918 году женщин было среди учащихся 733, мужчин 411. В школе работало 43 учителя.

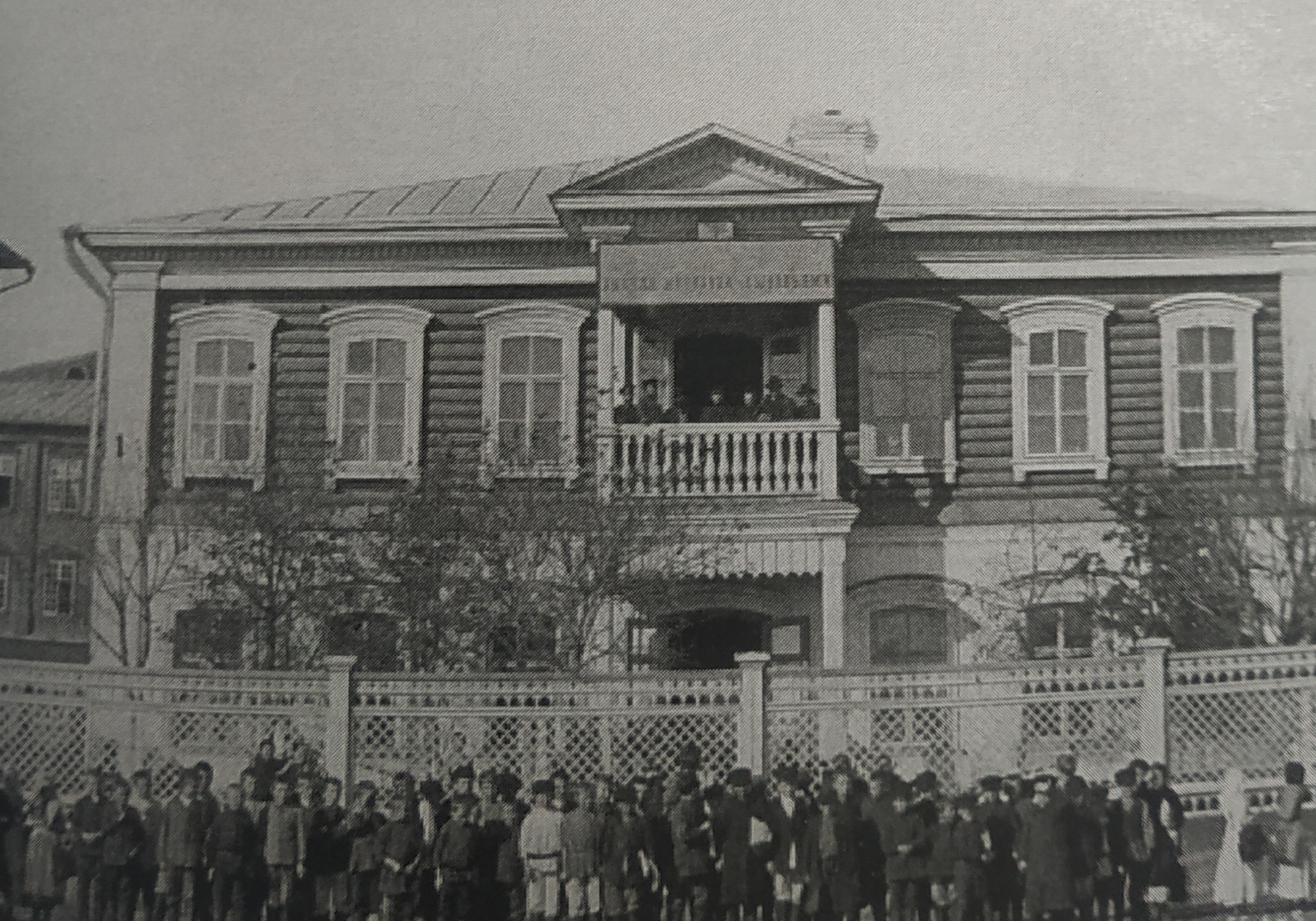
Старое училище при мануфактуре Викулы Морозова в 1893 году

В 1914 году у Начального училища появилось новое здание на окраине Крутого, рядом с богадельней. Сейчас это школа № 1. Из-за большого количества желающих и недостатка места, в 1916 году училище размещалось в двух зданиях.
Основная часть училища располагалась в четырёхэтажном красном кирпичном здании, в котором было 26 комнат. Помещения были большие и светлые. Но так как в этом здании всем поместиться невозможно, было занято крыло здания богадельни, которое находилось рядом с училищем. Там помещалось 7 классов, 3 раздевальных комнаты, учительская, библиотека, и молитвенный зал. Полный курс училища составлял 6 лет. Первые четыре года — это был 1 класс, 5 и 6 отделения — 2 класс. В училище того времени было 35 групп. Было 11 первых отделений, 9 вторых, 6 третьих, 4 четвёртых, 3 пятых и 2 шестых отделения. Часто родители забирали детей из школы, как только те научились читать и писать, потому что им была нужна помощь по хозяйству. 1 января 1918 года обучение в училище закончили 37 девочек и 105 мальчиков. В 1917 году на содержание училища было потрачено 113 780 рублей.
Всем детям, которые поступали на учёбу, делали прививки от оспы. Учащиеся проходили медицинский осмотр и при поступлении, и во время учебного процесса. В училище была библиотека для учеников и учителей, на 30 000 томов книг. В школе был физический кабинет для проведения уроков физики и естественной истории. Девочки в училище посещали рукодельный класс, в котором могли научиться кроить одежду, шить, вышивать, вязать. Девочки, учащиеся на первых двух отделениях, посещали занятия в рукодельном классе 2 часа в неделю, а ученицы, начиная с третьего отделения, посещали рукодельный класс трижды в неделю, уроки длились полтора часа.
Девочки и мальчики обучались светскому и духовному пению.
В училище работали вечерние классы для взрослых, занятых на фабрике. Эти классы посещали и мужчины и женщины. Вечерние классы работали по учебной программе одноклассных училищ. В молитвенном зале по воскресеньям учителя проводили чтения на духовно-нравственные темы, исторические, географические, литературные. В 1917 году в школе преподавало 43 учителя.
В 1903 году почётным наблюдателем был Алексей Викулович Морозов. В 1910 году — Степан Никифорович Свешников.

### Библиотека при фабрике
В 1878 году Викула Елисеевич Морозов открыл библиотеку для рабочих фабрики. В 1884 году в ней насчитывалось 1150 томов книг. Библиотека содержалась на ежегодное пособие в размере 150 рублей, которое выделял попечитель библиотеки А. В. Морозов и на средства подписчиков. Книги в библиотеке можно было читать бесплатно, а если работники или служащие хотели взять книгу домой, с них взималась плата. В 1895 году библиотека стала размещаться в помещении казармы № 6 (ул. Ленина, д.123). На этот момент Попечителем библиотеки-читальни был Сергей Викулович Морозов. Он выделял библиотеке пожертвования в размере 150 рублей в год, Правление Товарищества «Викулы Морозова с сыновьями» также жертвовало 150 рублей в год. Библиотека существовала на взносы почётных и действительных членов и платы за пользование материалами библиотеки.
В 1910 году в библиотеке насчитывалось 10000 томов книг. Служащим фабрики нужно было платить по 25 копеек в месяц за чтение 2 книг. Рабочие могли читать все книги бесплатно в библиотеке, но если хотели читать книгу дома, за это нужно было платить 15 копеек в месяц. С понедельника по пятницу библиотека работала 2,5 часа в день. В воскресенье работала 3 часа. Читальный зал библиотеки работал в воскресенье и в два другие будних дня по 2 часа.
В 1895—1910 годах библиотекой заведовал учитель Иван Дмитриевич Архангельский.
В 1917 году в библиотеке было 11 тысяч томов книг.
Народные чтения при фабрике Викулы Морозова проводились преподавателями Начального училища Министерства народного просвещения. Протоиерей Ф. Загорский руководил чтениями.

### Народное гулянье господ Морозовых

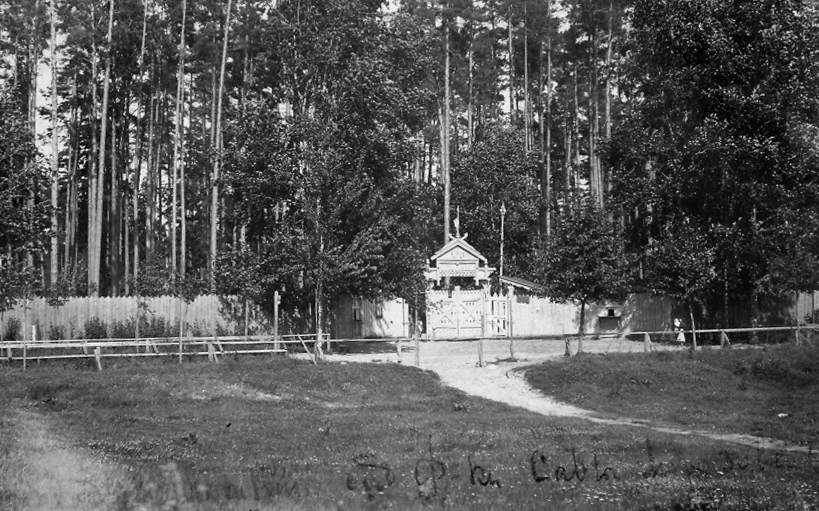
Вход в парк Народного гулянья, 1904 год

В местечке Никольское было запрещено торговать алкоголем на разлив, на этой территории не было кабаков или трактиров. Но проблема с алкоголем все же существовало, потому что посещать такие питейные заведения при желании можно было в соседних селах Орехово и Зуево. Иногда это приводило к непредсказуемым ситуациям.
Вчера, в 7 часов вечера на Зуевской за-Клязьменской стороне произошло жестокое побоище рабочих. С одной стороны, выступили рабочие Никольской мануфактуры Саввы Морозова и мастеровые с мануфактуры Викула Морозова, явившиеся по обычаю пьянствовать и дебоширить в Зуево, а с другой стороны рабочие Зуевских фабрик г.г. Зиминых и здешнего отделения Богородско-Глуховской мануфактуры. Накануне 30 мая была получка во всех здешних фабричных конторах.Газета "Современные новости", 1 июня 1887 года
.
В 1896 году Савва Тимофеевич Морозов и Сергей Викулович Морозов решили создать парк Народного гулянья, чтобы служащие и рабочие могли разнообразно и культурно проводить свой досуг.
Мануфактуры выделили два участка рощи, которые находились рядом друг с другом. Площадь территории составила 16 десятин. 20 000 рублей было выделено на организацию Народного гуляния. В июле Народное гулянье было открыто. Каждая морозовская мануфактура в 1897 году выделила ещё по 10 тысяч рублей для благоустройства парка. В парке создали танцевальный круг, открыли буфет и киоски с фруктами, установили эстраду для оркестра, организовали развлечения для детей.
Траты на содержание парка вносились в книгу, которая была общей с Товариществом мануфактур Саввы Морозова. В ней содержались сведения о тратах за перевозку через Клязьму, о расходах на содержание чайных клубов, бани, конно-полицейской стражи, сведения о расходах на оплату квартиры фабричного инспектора. Расходы на полицейского, следователя, пристава. Товарищества мануфактур делили между собой все расходы. Сохранилась запись о том, что фабрика В. Морозова выделила 4500 рублей на содержание парка, музыки и гуляний, что составляло 2/5 всей необходимой суммы. Была создана специальная комиссия из 8 человек, которая занималась организацией народных гуляний. От фабрики Викулы Морозова в комиссию входили: С. Н. Свешников, Андрианов, Карелов, доктор К. А. Угрюмов.
В 1899 году был построен закрытый театр в парке Народного гулянья.

### Футбол

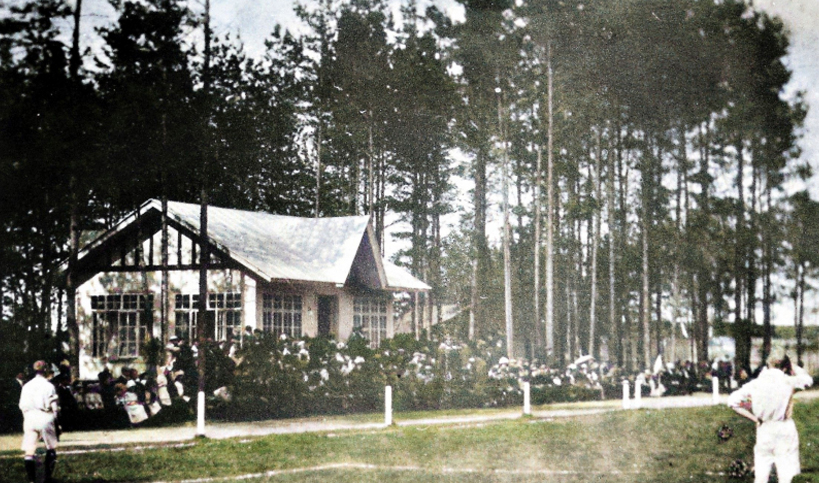
Матч на футбольном поле Народного гулянья, 1910-е годы

В 1910 году при фабриках Викулы Морозова в местечке Никольском был организован «Клуб-спорт». Популяризировали футбол в этой местности англичане, работающие на мануфактурах. Директор бумагопрядильной фабрики Гарри Горсфилд Чарнок (также известный как Андрей Васильевич) стал директором «Клуб-спорта». Вначале вступить в клуб мог каждый, но на второй год действительными членами клуба могли стать только те, кто служил на мануфактурах Викулы Морозова. Люди, работающие у Саввы Морозова, либо те, кто жил в соседних селах, могли вступить в клуб как члены соревнователи. В футбольной команде «Клуба-Спорт» играли служащие двух морозовских мануфактур. 27 июня 1910 года был открыт футбольный плац. Команду «Клуб-Спорт» называли «морозовцами». В игре с командой Британского клуба спорта она выиграла со счетом 7:3. Команда четырежды выигрывала кубок Р. Фульда. Вокруг плаца была гаревая дорожка, которая зимой служила местом для катания на коньках. В «Клуб-Спорт» принимали только служащих фабрик, тогда как обычные работники посещали матчи только как зрители.
К 1910 году была создана Орехово-Зуевская футбольная лига.
Служащие фабрик и члены команды могли посещать интересные мероприятия «Спорт-Клуба». Сохранилась информация о планировании концерта на 21 января 1912 года с участием Даваева, Шевелева или других артистов оперы Зимина, планирование проведения спектакля с участием артистов Малого Императорского театра, устройство танцевального вечера с синематографом, организация лыжных и конькобежных гонок. Фабричные же рабочие могли посещать только народные чтения, послушать духовное пение фабричного хора, посетить сеансы синематографа.
Во время Первой мировой войны в здании «Клуба-Спорт» располагался Красный Крест. Отделением управляла Анна Чарнок.